# Jeanne la Folle
Pour les articles homonymes, voir Jeanne d'Aragon.
Pour le film, voir Juana la Loca (film).
 (mai 2023).
Si vous disposez d'ouvrages ou d'articles de référence ou si vous connaissez des sites web de qualité traitant du thème abordé ici, merci de compléter l'article en donnant les références utiles à sa vérifiabilité et en les liant à la section « Notes et références ».
 (septembre 2024).
La mise en forme du texte ne suit pas les recommandations de Wikipédia : il faut le « wikifier ».
Les points d'amélioration suivants sont les cas les plus fréquents. Le détail des points à revoir est peut-être précisé sur la page de discussion.
- Les titres sont pré-formatés par le logiciel. Ils ne sont ni en capitales, ni en gras.
- Le texte ne doit pas être écrit en capitales (les noms de famille non plus), ni en gras, ni en italique, ni en « petit »…
- Le gras n'est utilisé que pour surligner le titre de l'article dans l'introduction, une seule fois.
- L'italique est rarement utilisé : mots en langue étrangère, titres d'œuvres, noms de bateaux, etc.
- Les citations ne sont pas en italique mais en corps de texte normal. Elles sont entourées par des guillemets français : « et ».
- Les listes à puces sont à éviter, des paragraphes rédigés étant largement préférés. Les tableaux sont à réserver à la présentation de données structurées (résultats, etc.).
- Les appels de note de bas de page (petits chiffres en exposant, introduits par l'outil «  Source ») sont à placer entre la fin de phrase et le point final[comme ça].
- Les liens internes (vers d'autres articles de Wikipédia) sont à choisir avec parcimonie. Créez des liens vers des articles approfondissant le sujet. Les termes génériques sans rapport avec le sujet sont à éviter, ainsi que les répétitions de liens vers un même terme.
- Les liens externes sont à placer uniquement dans une section « Liens externes », à la fin de l'article. Ces liens sont à choisir avec parcimonie suivant les règles définies. Si un lien sert de source à l'article, son insertion dans le texte est à faire par les notes de bas de page.
- La présentation des références doit suivre les conventions bibliographiques. Il est recommandé d'utiliser les modèles {{Ouvrage}}, {{Chapitre}}, {{Article}}, {{Lien web}} et/ou {{Bibliographie}}. Le mode d'édition visuel peut mettre en forme automatiquement les références.
- Insérer une infobox (cadre d'informations à droite) n'est pas obligatoire pour parachever la mise en page.

Pour une aide détaillée, merci de consulter Aide:Wikification.
Si vous pensez que ces points ont été résolus, vous pouvez retirer ce bandeau et améliorer la mise en forme d'un autre article.
Jeanne Ire de Castille, dite Jeanne la Folle (en espagnol : Juana la Loca), née le 6 novembre 1479 à Tolède et morte le 12 avril 1555 à Tordesillas, est une princesse espagnole de la dynastie de Trastamare, fille de Ferdinand II d'Aragon (1452-1516) et d'Isabelle de Castille (1451-1504), les « rois catholiques ».
Veuve dès 1506 de l'archiduc d'Autriche Philippe le Beau, souverain des Pays-Bas bourguignons, elle est, après la mort de son père, à la fois reine de Castille (1504-1555) et d'Aragon (1516-1555). Mais, en raison de troubles mentaux dont elle est affligée de longue date, c'est son fils Charles qui devient le souverain effectif des deux royaumes, avant de devenir empereur en 1520 sous le nom de Charles Quint.

## Biographie

### Jeunesse et éducation

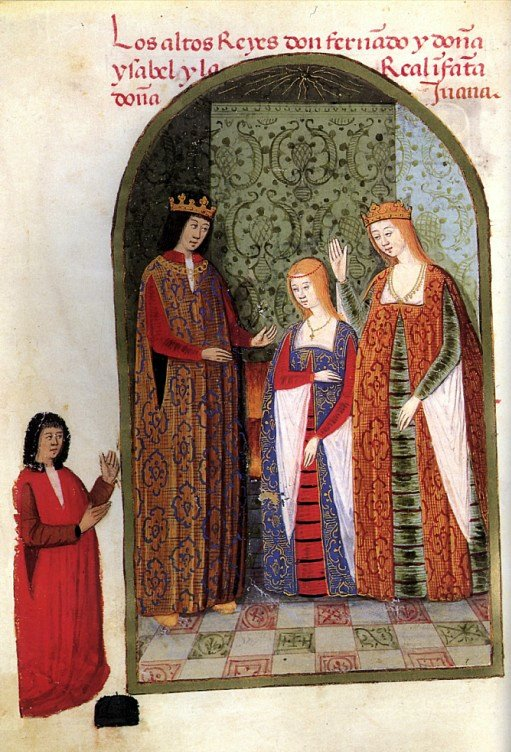
Jeanne avec ses parents dans le Rimado de la conquista de Granada, par Pedro Marcuello, vers 1482.

Jeanne naît le 6 novembre 1479 à Tolède, une des capitales du royaume de Castille avec Valladolid.
Fille de Ferdinand II d'Aragon et d’Isabelle Ire de Castille, elle reçoit le nom de baptême de sa grand-mère paternelle, Jeanne Enríquez.
Elle bénéficie d'une éducation intellectuelle et religieuse soignée : on lui enseigne le latin et le français, la danse, la couture et la chasse. Elle est élevée dans la religion catholique, à une époque où est sur le point de s'achever la Reconquista, l'élimination de l'islam et l’expulsion des Juifs de la péninsule ibérique, avec la destruction du royaume de Grenade en 1492 par les armées de ses parents, les « Rois Catholiques ».
Son éducation est assurée par sa mère, assistée par son amie Beatriz Galindo et un dominicain, Andrés de Miranda.

### Mariage
Le 20 octobre 1496, âgée de 16 ans, elle épouse à Lierre Philippe de Habsbourg, fils de l'archiduc Maximilien d'Autriche, futur empereur, et de la duchesse Marie de Bourgogne, fille de Charles le Téméraire. Jeanne et Philippe partagent au moins cinq ancêtres communs : Ferdinand Ier d'Aragon (1380-1416), Éléonore d'Albuquerque (1374-1435), Philippa de Lancastre (1360-1415), Jean Ier de Portugal (1357-1433) et Jean de Gand (1340-1399), duc de Lancastre.
Ce mariage fait partie d'un réseau d'alliances des deux royaumes espagnols avec la maison de Habsbourg, qui contrôle à la fois les principautés d'Autriche, les Pays-Bas et la comté de Bourgogne, et le Portugal, dans le but de renforcer leur position vis-à-vis du royaume de France.

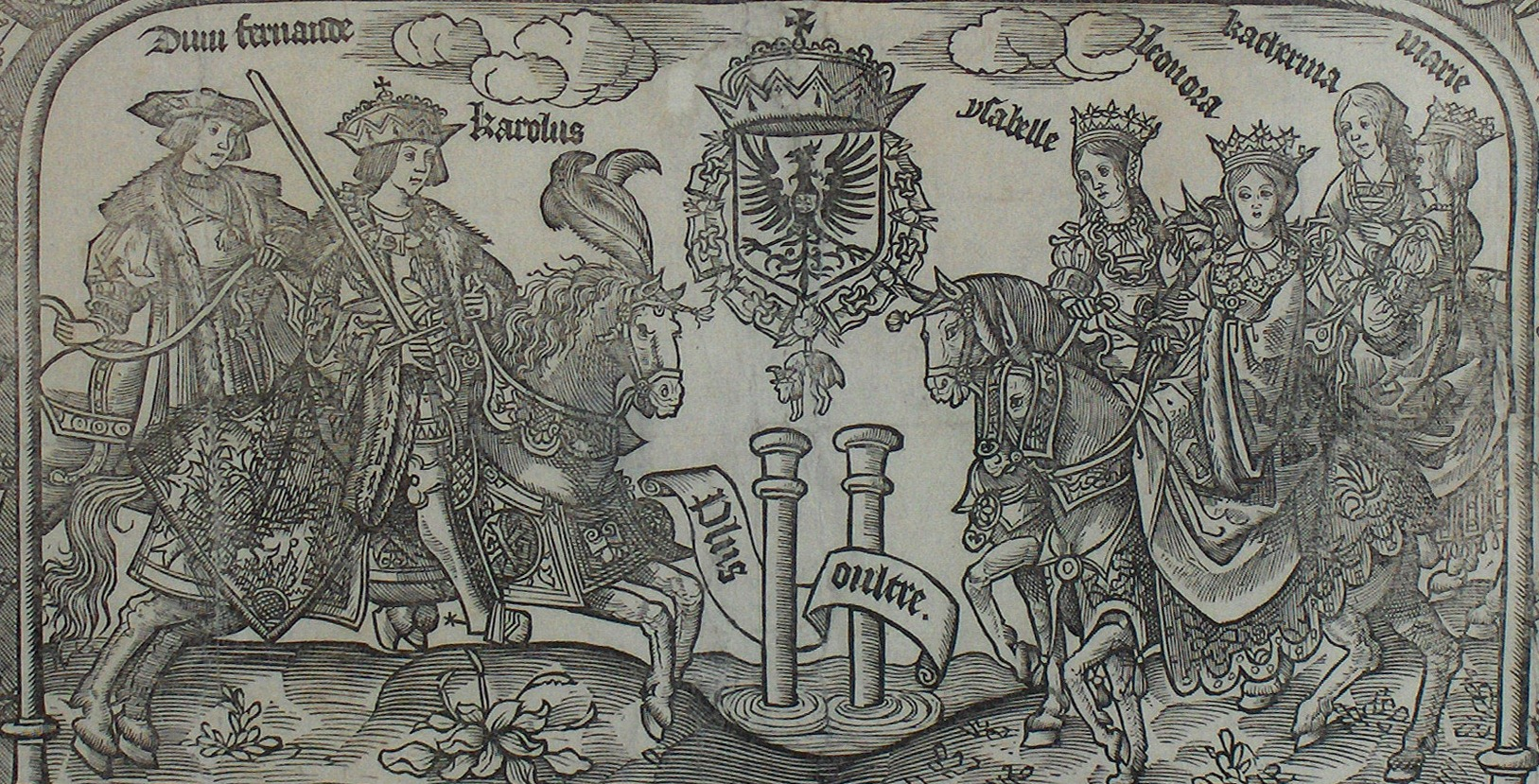
Les six enfants du couple.

Jeanne et Philippe ont eu six enfants, dont quatre sont nés aux Pays-Bas et deux en Castille ; les quatre filles seront épouses de roi, les deux fils empereurs :
- Éléonore (1498 – 1558), née à Louvain, reine de Portugal puis de France ;
- Charles (1500 – 1558), né à Gand, souverain des Pays-Bas[6] (1506), roi de Castille et d'Aragon (1516), chef de la maison de Habsbourg (1519), élu empereur en 1520 sous le nom de Charles V (Charles Quint) ;
- Isabelle (1501 – 1526), née à Bruxelles, reine de Suède, de Norvège et de Danemark ;
- Ferdinand (1503 – 1564), né à Alcalá de Henares, élu empereur en 1558 ;
- Marie (1505 – 1558), née à Bruxelles, reine de Hongrie et de Bohême (1522 – 1526) puis gouvernante des Pays-Bas (1531 – 1556) ;
- Catherine (1507 – 1578), née à Torquemada après la mort de son père, reine de Portugal.

Ce mariage de convenance s'est transformé en mariage d'amour pour Jeanne, victime de la mort prématurée de Philippe en 1506, qui fait d'elle « Jeanne la Folle » : pendant longtemps, elle refuse d'autoriser l'inhumation de son époux, voire de se séparer de sa dépouille.

### Reine de Castille et d'Aragon

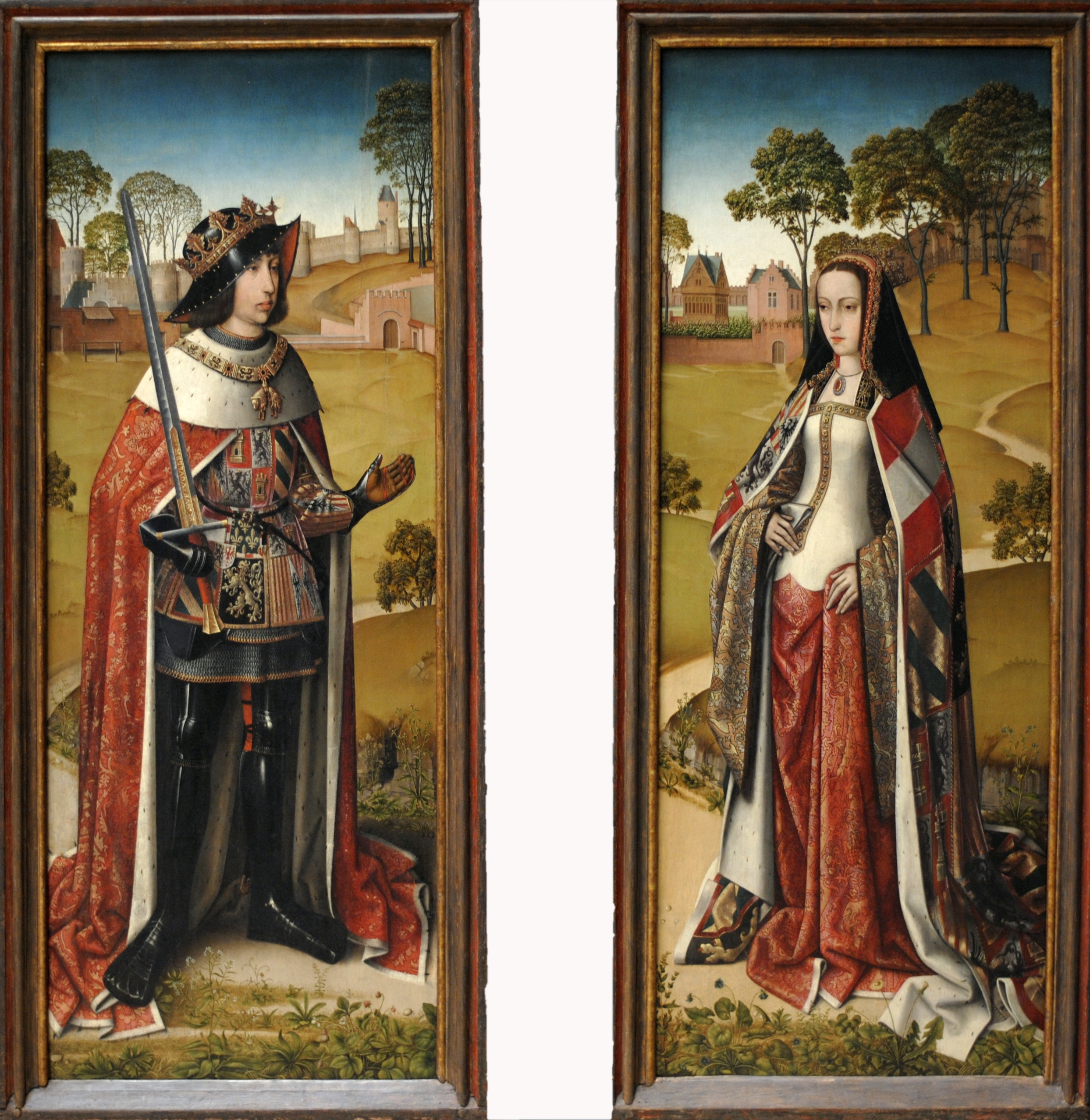
Philippe et Jeanne par le Maître d'Affligem, vers 1495-1506.

Au moment de son mariage, Jeanne est la troisième héritière présomptive de Castille et d'Aragon, après son frère Jean, qui meurt en 1497 et sa sœur Isabelle, qui meurt en août 1498, ayant donné naissance à un fils, Michel, nouvel héritier présomptif, qui meurt en juillet 1500. Cette suite de trois décès fait de Jeanne et de son époux les successeurs des Rois catholiques.
Aussi, du 3 novembre 1501 au 7 mai 1502, Jeanne et Philippe voyagent de Bruxelles à Tolède pour recevoir, en tant que futurs héritiers, l'hommage des Cortes du royaume de Castille et du royaume d'Aragon.
La mort d'Isabelle la Catholique le 26 novembre 1504 place Jeanne Ire et Philippe de Habsbourg sur le trône de Castille, tandis que Ferdinand II continue à régner sur l'Aragon. Mais Philippe meurt en 1506, Jeanne en est gravement affectée et le gouvernement de la Castille est repris en main par Ferdinand, au nom de Jeanne et de son fils Charles.
À la mort de Ferdinand d'Aragon, le 25 janvier 1516, Jeanne devient reine d'Aragon, mais la régence (« le gouvernement et l'administration générale du royaume ») est attribuée à Charles, devenu majeur. Quelques mois après les obsèques de Ferdinand, Charles décide de signer ses actes avec le titre de « roi », une décision ratifiée par les Cortes. Dans les actes officiels apparaît alors la titulature suivante :
« Doña Juana et Don Carlos, son fils, Reine et Roi de Castille, de Léon, d'Aragon […] ».
En 1519, à la mort de Maximilien d'Autriche, Charles devient chef de la maison de Habsbourg (et de ses États héréditaires) ; puis en 1520, il est élu empereur sous le nom de Charles V (Charles Quint). Le fils cadet de Jeanne, Ferdinand, est chargé d'une forme de régence pour les États des Habsbourg.
Lorsque Charles abdique ses fonctions en 1555-1556 (peu après la mort de Jeanne), il attribue ces États héréditaires à Ferdinand, qui est ensuite élu empereur en février 1558, tandis que le fils aîné de Charles, Philippe, reçoit l'Espagne et les Pays-Bas, ce qui divise la maison de Habsbourg entre une branche autrichienne (originelle) et une branche hispano-néerlandaise.

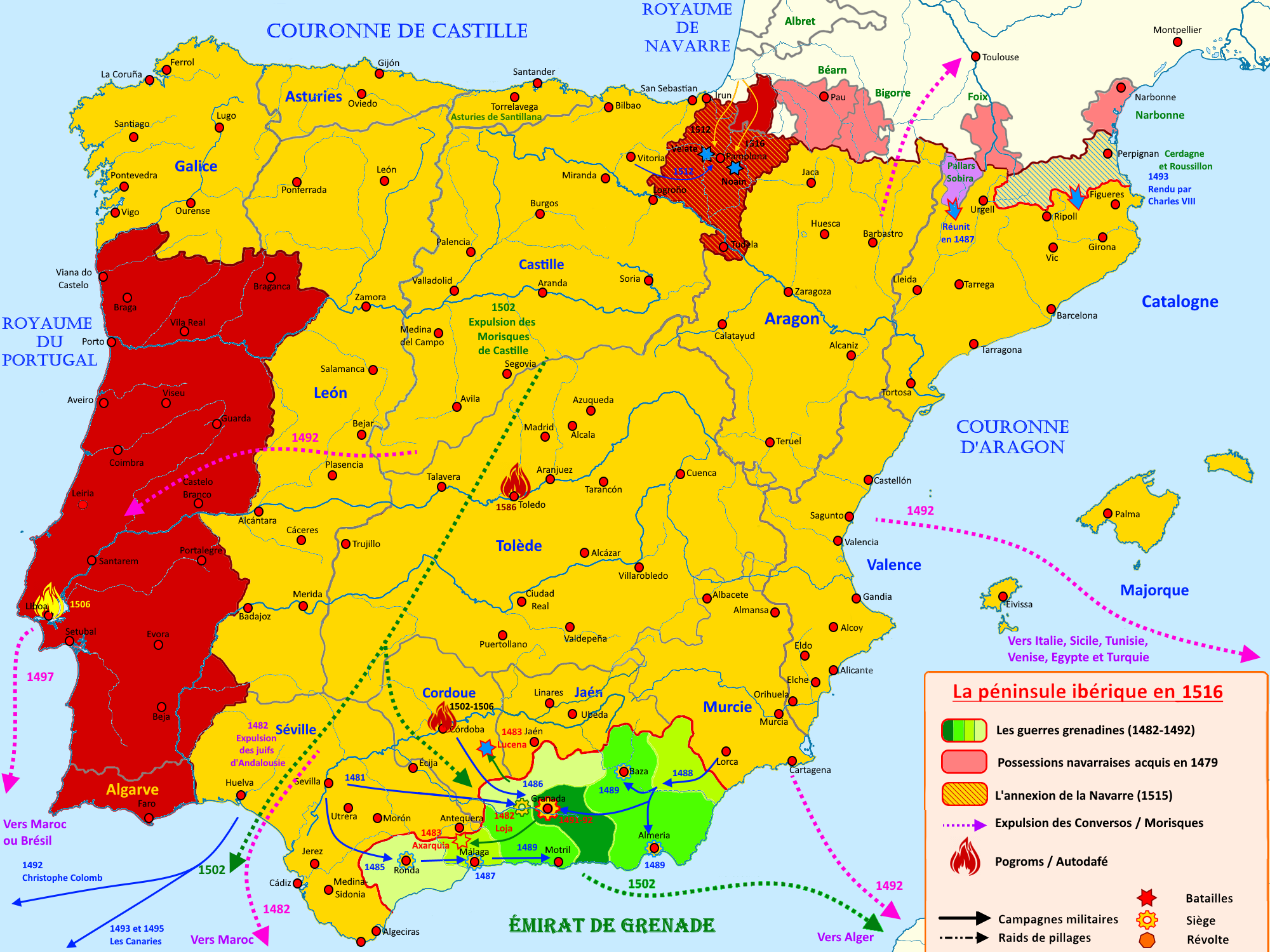
L'union vers la Couronne d'Espagne 1479-1516.

### Mort
Jeanne meurt à Tordesillas le 12 avril 1555. Elle repose dans la chapelle royale de Grenade (Andalousie), où se trouvent les mausolées des Rois Catholiques (ses parents), ainsi que celui de son époux (Philippe le Beau).

## Sa folie

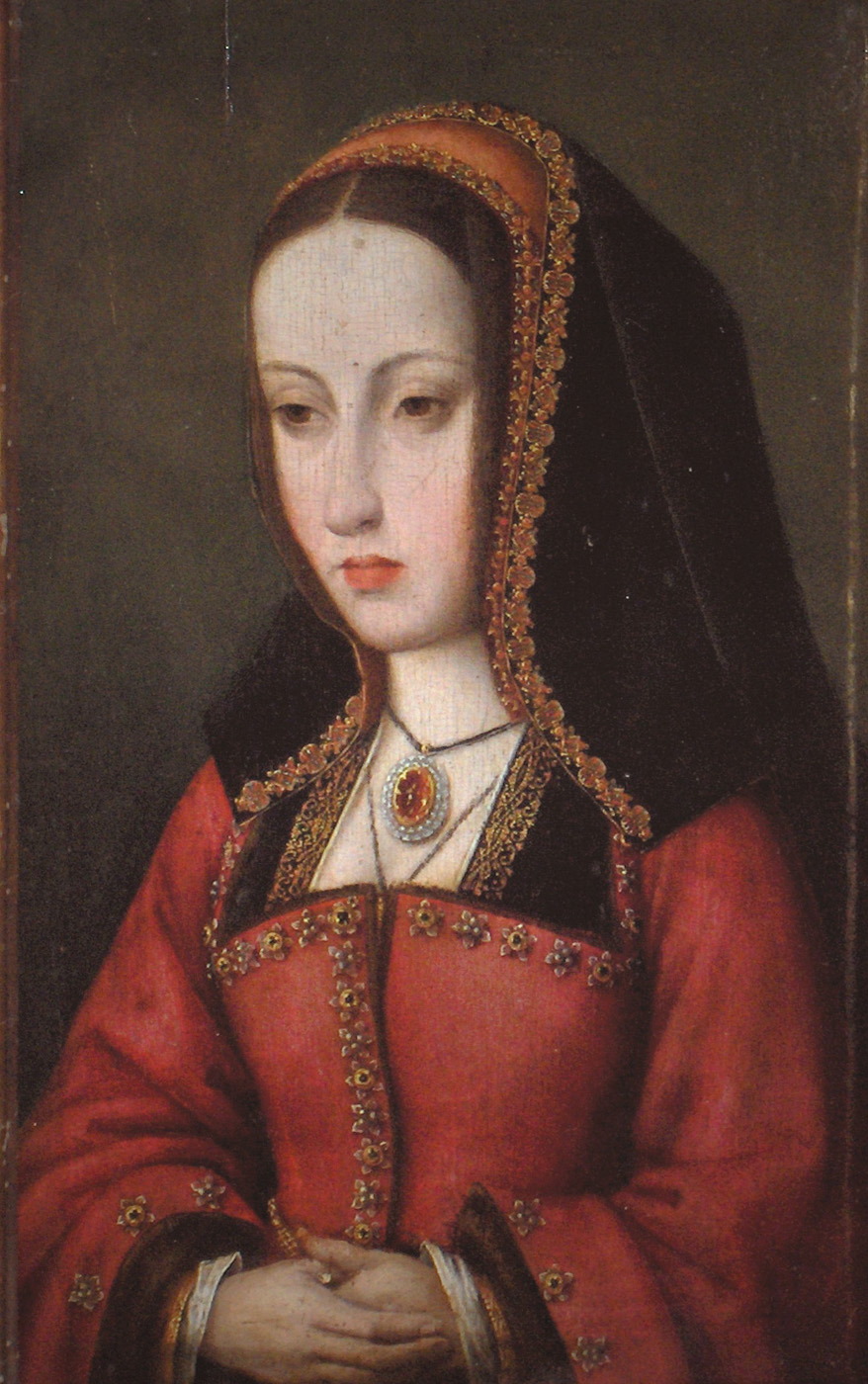
Jeanne de Castille (vers 1500), huile sur panneau de bois, Valladolid, Musée national de la sculpture.

La folie de Jeanne a suscité la curiosité des historiens, puis des romanciers et des cinéastes.

### Une jeunesse sans problèmes
Durant sa jeunesse, elle apparaît comme une personne intelligente, éduquée et de grande sensibilité[réf. nécessaire].

### Les difficultés de l'épouse de Philippe de Habsbourg (1496-1504)
Ce n'est qu'à partir de son mariage (in presentia, le 20 octobre 1496 à Malines) avec Philippe le Beau qu'apparaissent les premières allusions[réf. nécessaire] à un déséquilibre mental.
Ses troubles débutent lors de la visite que lui rend le prieur de Santa-Cruz[Qui ?], à la demande d'Isabelle de Castille, qui veut un compte rendu sur l'environnement moral et religieux de sa fille. Le prieur rend un rapport sévère pour Jeanne, évoquant l'accueil glacial que lui aurait réservé la princesse, décrite comme atone, passive et effacée derrière son époux.[réf. nécessaire]
La jeune femme est subjuguée par la beauté de son époux, amoureuse au point d'oublier ses propres responsabilités. Elle ne montre aucun goût pour les affaires d'État, ce qui est considéré comme un trouble de la volonté[réf. nécessaire]. En 1501, Isabelle rédige d'ailleurs un testament qui demande aux Cortes de donner la régence de Castille à Ferdinand au cas où Jeanne ne pourrait pas assumer le trône.
En 1502, Jeanne de Castille et Philippe de Habsbourg viennent en Espagne pour y recevoir le serment des Cortès en tant que future reine et futur roi consort. Philippe le Beau repart ensuite aux Pays-Bas, laissant Jeanne, enceinte de Ferdinand, à Burgos avec sa mère. C'est durant ce séjour que des médecins établissent dans un rapport adressé à Ferdinand en 1503 un diagnostic terrible[réf. nécessaire] de la situation mentale de l'infante d'Espagne, la décrivant comme étant en proie à un mal incurable[réf. nécessaire]. La jeune femme se montre tellement éprise de son mari qu'elle vit leur séparation (du fait de sa grossesse) comme un deuil. Cette passion, jugée indécente à cette époque, empêche selon eux tout exercice du pouvoir dans des conditions normales.
Délaissée par son mari infidèle[réf. nécessaire], elle se montre d'une jalousie extrême. En effet, le couple, après avoir connu quatre années de bonheur conjugal, se déchire[réf. nécessaire]. Contrainte par la grossesse et les relevailles de rester à Burgos jusqu'en avril 1503 (Ferdinand étant né le 10 mars), elle souhaite repartir, mais est retenue par sa mère et ne peut embarquer qu'en juin, pour découvrir à l'arrivée que son époux la trompe[réf. nécessaire]. Elle commet alors des voies de fait contre les maîtresses de son mari[réf. nécessaire].

### Les problèmes de la succession de Castille (1504-1506)
À la mort d'Isabelle en novembre 1504, Ferdinand II d'Aragon se déclare régent de Castille au nom de sa fille absente, et répand dans le même temps le bruit de son inaptitude à gouverner[réf. nécessaire].
Aux Pays-Bas, Jeanne est contrainte[Quand ?] de signer un « aveu de faiblesse passagère », acceptant de s'en remettre à son époux pour gérer ses États (le royaume de Castille, en l'occurrence).
La mort d'Isabelle déclenche donc un conflit entre Ferdinand et Philippe, qui veulent tous deux gouverner le royaume de Castille, le premier au nom de sa fille, le second au nom de son fils Charles (futur Charles Quint). Ils ont donc tous deux intérêt à déclarer Jeanne folle.

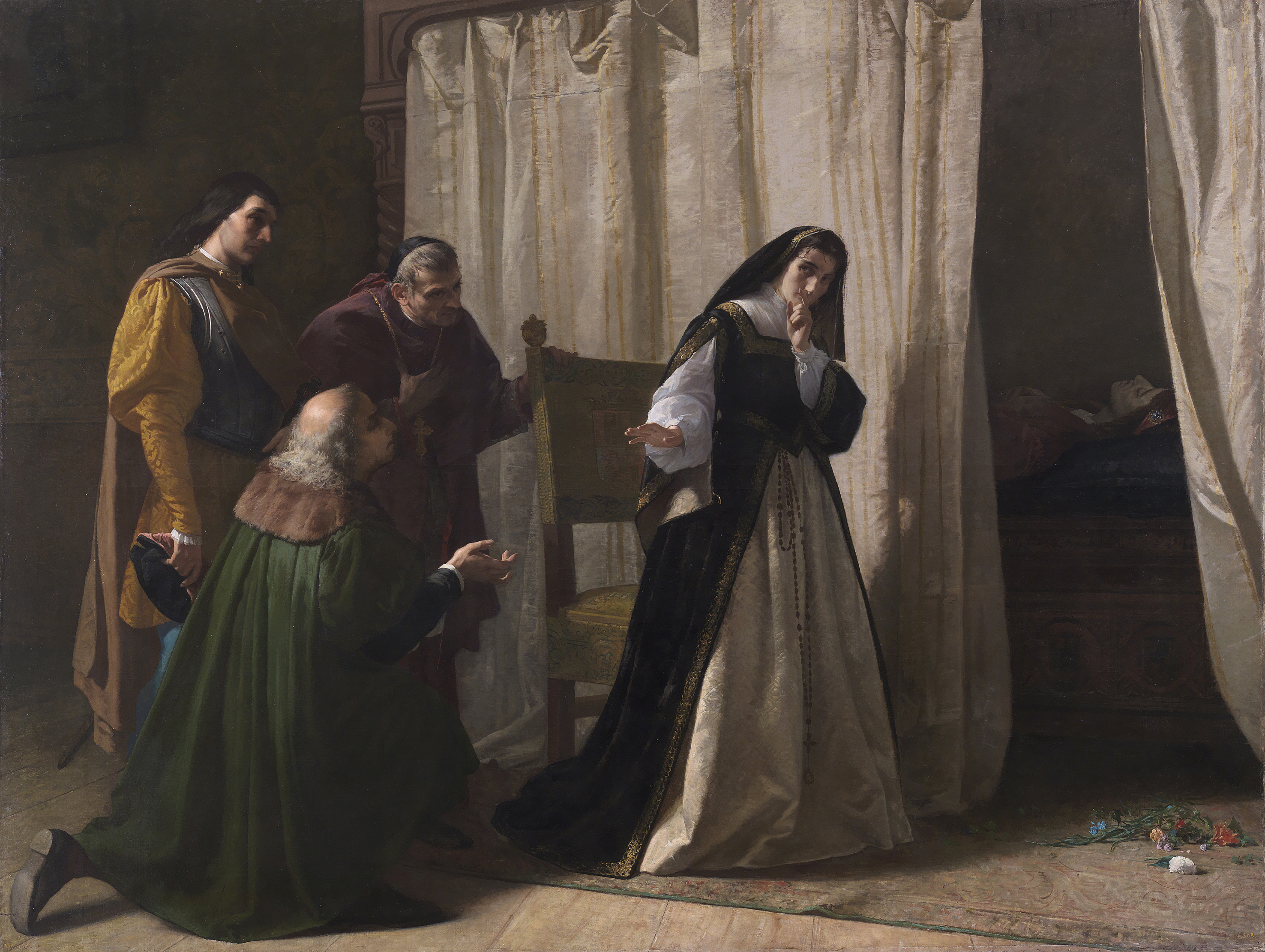
La démence de Jeanne la folle (1867), huile sur toile de Lorenzo Valles, Madrid, musée du Prado.

Le couple quitte les Pays-Bas en 1506 pour être reconnus comme rois de Castille. Les Cortès refusent de proclamer l'incapacité de Jeanne et la reconnaissent comme la reine Jeanne Ire de Castille et son époux comme roi Philippe Ier de Castille (juin 1506). Mais Philippe meurt de façon inattendue en septembre 1506 à Burgos. Jeanne gouverne trop peu pour asseoir son autorité.[pas clair] Ferdinand reprend la régence du royaume.

### Les problèmes de la veuve de Philippe le Beau

#### Un deuil anormal?
Les historiens évoquent des faits montrant la folie de Jeanne à l'occasion de l'inhumation de Philippe, mais l'historien Michael Prawdin analyse ces faits en fonction du contexte et en présente une explication rationnelle.

#### La demande en mariage d'Henri VII d'Angleterre
Le roi d'Angleterre Henri VII la demande en mariage dès l'annonce de la mort de Philippe afin de confirmer une alliance entre lui et Ferdinand. En effet, Catherine d'Aragon, sœur de Jeanne, a été mariée à son fils Arthur Tudor, mort prématurément en 1502. Henri VII la retient depuis en Angleterre, attendant une dispense du pape lui permettant de se remarier avec le frère d'Arthur, Henri (futur Henri VIII). Ferdinand II d'Aragon considère cette demande comme un danger pour la régence qu'il exerce[pas clair] après avoir obtenu le consentement des Cortes. Il fait traîner la demande d'Henri VII sans la rejeter formellement, arguant de l'état médical de sa fille.
Henri VII mourant en avril 1509, c'est Catherine d'Aragon qui épouse en juin 1509 le prince Henri, devenu Henri VIII.
Dès lors, la voie est libre pour Ferdinand II qui ne craint plus aucun compétiteur vivant.[pas clair] Ferdinand profite de la mort de son gendre et de la minorité de ses petits-fils pour reprendre le pouvoir en Castille.

### L'enfermement (1509-1555)
En 1509, Ferdinand fait enfermer sa fille à Tordesillas.
Ses enfants nés aux Pays-Bas ne sont pas venus en Castille en 1506, restant à Malines sous la garde de Marguerite d'Autriche, sœur de Philippe (gouvernante des Pays-Bas à partir de 1507). Ils y restent après la mort de Philippe. Ferdinand, né en Castille, lui est retiré. Seule l'infante Catherine, née après la mort de son père, est élevée par sa mère à Tordesillas.
Somme toute, il y aurait des signes de dérèglement mental, dont l'entourage aurait profité pour l'écarter du pouvoir.[pas clair] Mais il est aussi possible que ce soit un cas de schizophrénie, qui apparaît également chez Isabelle de Portugal, sa grand-mère maternelle, dont l'hérédité se montre particulièrement chargée en consanguinité. Isabelle s'avère en effet la fille de Jean de Portugal et de sa nièce Isabelle de Bragance.[pas clair]
À la mort de Ferdinand en 1516, Jeanne est reconnue comme reine par les Cortes d'Aragon, mais de fait, la régence de Castille et d'Aragon passe au cardinal Cisneros, puis à l'arrivée de l'infant Charles depuis les Pays-Bas, c'est lui qui devient régent. Assez vite, il se proclame roi, mais sans effacer sa mère des actes officiels, toujours rédigés au nom « de Jeanne et de son fils Charles, reine et roi de Castille, d'Aragon, de Navarre, etc. », situation particulière finalement reconnue par les Cortes.
Durant leur très long règne (1516-1555), Charles lui rend peu de visites, en raison de l'état dépressif dans lequel elle se trouve du fait d'un internement dont elle le rend responsable.[réf. nécessaire]
La mort de Jeanne en avril 1555 précède de quelques mois seulement les abdications successives de Charles : aux Pays-Bas (octobre), en Espagne (janvier 1556) et, de fait, dans le Saint-Empire (1556).

### Conclusions sur la folie de Jeanne de Castille

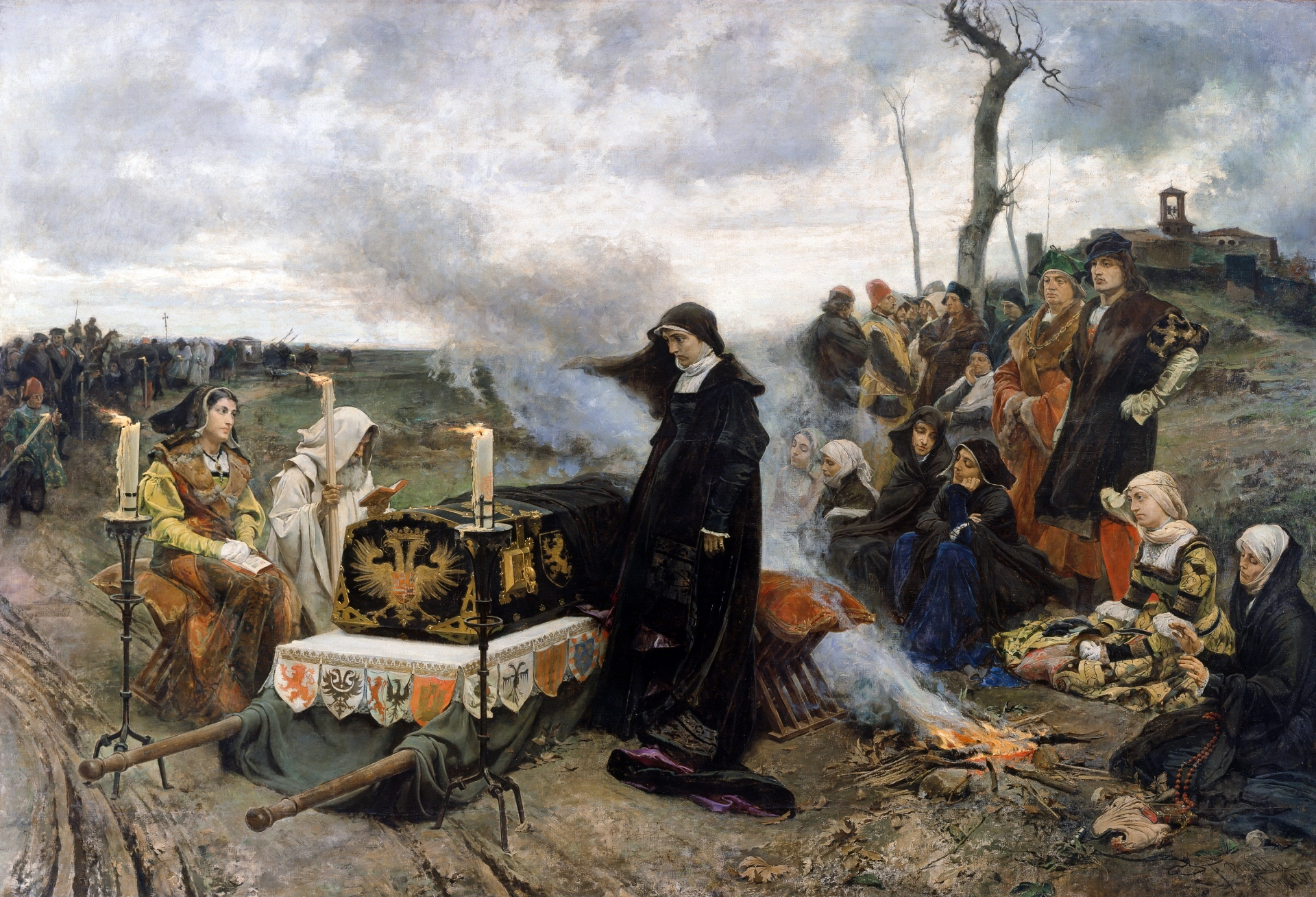
Doña Juana la Loca (1877), huile sur toile de Francisco Pradilla y Ortiz, Madrid, musée du Prado.

Tenue à l'écart tant à Burgos qu'à Bruges des affaires politiques, étant considérée seulement comme une future mère, elle devient héritière présomptive de Castille et d'Aragon (en 1500) à la suite d'une série improbable de trois décès, sans avoir été préparée à la fonction ni au statut de reine. Aux Pays-Bas où elle n'a aucun allié, sa fonction se limite à assurer une descendance à son époux, le duc de Bourgogne Philippe de Habsbourg. Lorsqu'elle se rend à Burgos pour y être couronnée, elle est confrontée aux conflits entre l'Aragon et la Castille qui la dépassent[pas clair], car elle n'a pas reçu l'éducation politique appropriée, ce qui explique son attitude face à son père et à son mari qui la dominent.
Ni elle, ni ses sœurs, bien que filles d'Isabelle de Castille, n'ont brillé sur le plan politique.
Quant aux filles de Jeanne, elles ont connu un sort malheureux[pas clair], à l'exception de Marie de Hongrie, nommée régente et gouvernante des Pays-Bas (par son frère Charles Quint, à la suite de la mort de leur tante Marguerite d'Autriche) en 1530, pourtant après s'être montrée incapable de gérer ses propres États[réf. nécessaire].
Mais aucune d'entre elles n'ayant montré le moindre signe de trouble mental, on peut penser que la folie de la reine Jeanne constitue le seul moyen imaginé par ses détracteurs pour l'éloigner de la couronne[pas clair] et que cela fait sans aucun doute le jeu tant des Habsbourg[pas clair] que de Ferdinand II, son propre père.
On ne peut contester[pas clair] cependant sa maladie qui est réelle et empire du fait de son internement. La passion amoureuse désespérée, puis les persécutions en vue de la faire interner tant à Bruges qu'à Burgos ont certainement contribué[pas clair] à aggraver sa maladie. Ne pouvant se fier à personne, dans un état de solitude morale totale, ses enfants ne lui sont d'aucun secours. Elle ne bénéficie d'aucun allié, son fils Charles lui-même devient son concurrent pour la couronne de Castille et d’Aragon. Dans ces conditions, avec le handicap d'une certaine faiblesse morale, elle n'a pas la moindre chance de pouvoir conserver son trône.

## Jeanne de Castille dans la culture

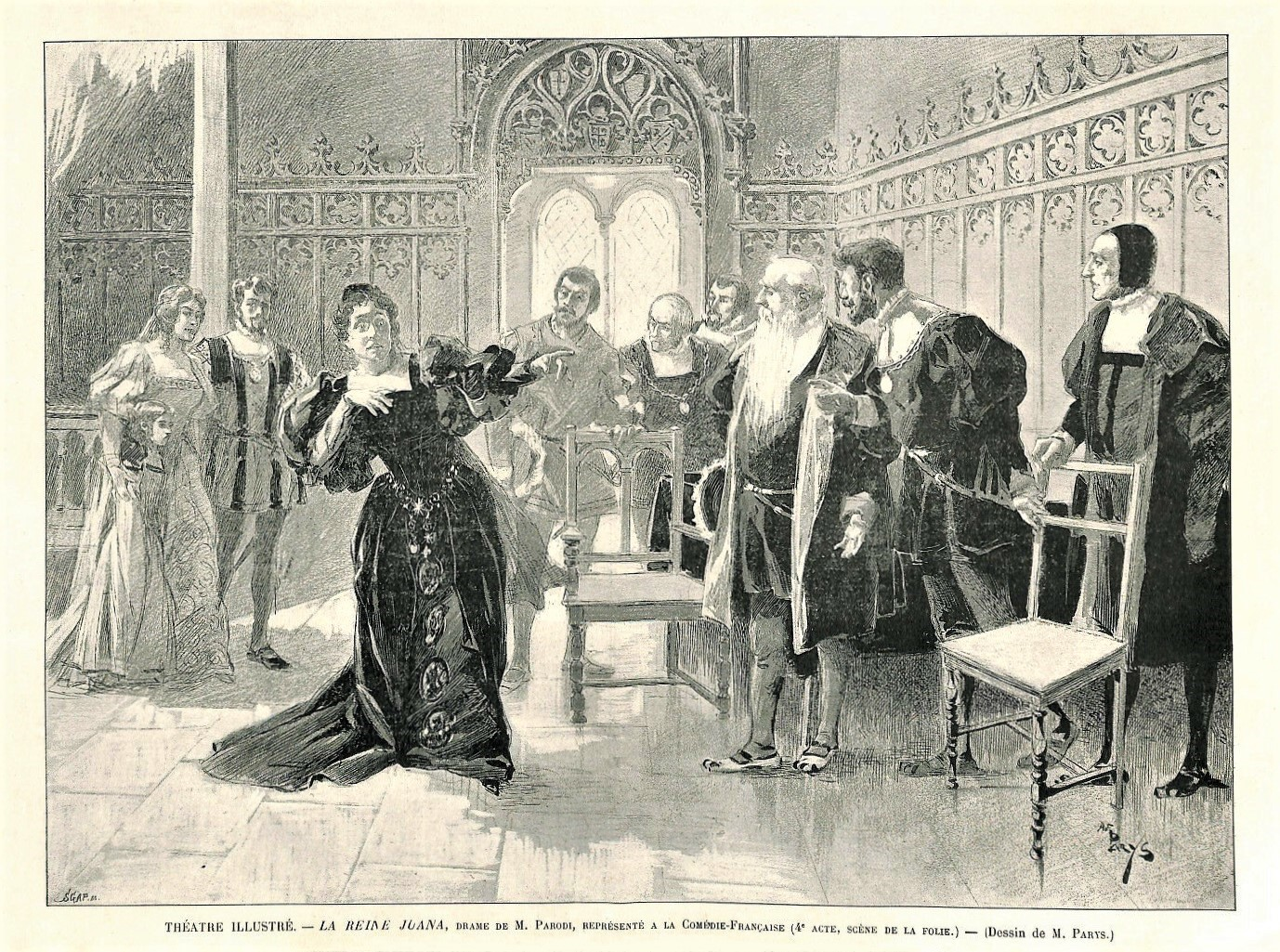
La Reine Juana, drame d'Alexandre Parodi créé à la Comédie-Française (1893).

### Cinéma
- Jeanne la folle (Giovanna la pazza), court-métrage muet de Mario Caserini en 1910.
- Poignard et Trahison (Locura de amor, film, 1948), de Juan de Orduña
- Juana la Loca, film biographique de Vicente Aranda sorti en 2001. Il retrace sa vie de son départ pour les Pays-Bas à sa mort au château de Tordesillas.

### Littérature
- Adriana Assini, Le rose di Cordova, Napoli, Scrittura & Scritture, 2007,  (ISBN 978-8889682760).
- Un amour fou, de Catherine Hermary-Vieille, 1992, livre dans lequel elle relate la vie de Jeanne de Castille, à la fois en tant qu'historienne et que romancière.

- (en) Christopher Willis Gortner, The Last Queen, Ballantine Books, 2008 (ISBN 978-0345501844)

### Théâtre
- La Reine Juana, de Dominique-Alexandre Parodi (1840-1901), drame historique versifié en cinq actes, créé à la Comédie-Française en 1893. Il s'inspire d'un article publié le 1er juin 1869 sur la vie dramatique de Jeanne, avec Mlle Dudlay (Juana), M. Worms (Charles Quint) et M. Leloir (Ferdinand d'Aragon). L'œuvre présente la reine pendant sa séquestration de quarante-neuf ans, atteinte d'une folie tantôt douce, tantôt furieuse, puis son agonie et sa mort.
- Jeanne la Folle, pièce en quatre actes de François Aman-Jean (Comédie-Française, salle Luxembourg), créée le 27 octobre 1949. La mise en scène est de Jean Meyer, avec Marie Bell dans le rôle-titre, Denise Gence (la nourrice), Jean Debucourt (Charles Quint) et Jacques Charon (le seigneur d'Aragon).
- Le Cardinal d'Espagne, Henry de Montherlant, (Comédie-Française, 18 décembre 1960).
- Un château en novembre, Emmanuel Roblès. Pièce dont l'action se passe au château de La Mota d'où Jeanne ne peut partir pour rejoindre son mari dans les Flandres.

### Musique (opéras)
- Le compositeur français Louis Clapisson compose Jeanne la Folle en 1848, sur un livret d'Eugène Scribe. La première aura lieu le 5 novembre 1848 à la salle Le Peletier. La partition est conservée à la bibliothèque-musée de l'opéra Garnier.
- Le compositeur belge Paul-Baudouin Michel, né en 1930, professeur de composition aux conservatoires de Mons et de Bruxelles et professeur d'analyse musicale à la Chapelle musicale Reine Élisabeth, a écrit et composé de 1983 à 1987 un opéra historique en trois actes et quinze tableaux qui retrace les épisodes les plus significatifs de la vie de Jeanne de Castille de son mariage à sa mort (livret en français ; chœur successivement en néerlandais, espagnol, latin, allemand et sanscrit). Jeanne est surtout présentée comme une victime de la raison d'État. La première représentation a eu lieu le 30 janvier 1993 à l'Opéra royal de Wallonie de Liège.
- En 1979, le compositeur américain Gian Carlo Menotti écrit l'opéra Juana la Loca pour la soprano Beverly Sills, qui le crée à l'Opéra de San Diego.

### Poésie
- Jeanne la folle, d'Evane Luna dans le recueil Folles sanguines (éditions Granit, 2017).
- Elegía a doña Juana la Loca, de Federico García Lorca (Libro de Poemas, Grenade, 1918).

### Télévision
- En 2014, Jeanne de Castille est interprétée par Irene Escolar dans la série télévisée Isabel[14].
- En 2015, Jeanne la Folle est interprétée par Laia Marull dans la série Carlos Rey emperador[15].
- En 2019, Jeanne la Folle est interprétée par Alba Galocha dans la série The Spanish Princess, d'Emma Frost et Matthew Graham.

### Sources et bibliographie
- (es) Bethany Aram, La reina Juana : gobierno, piedad y dinastía, Madrid, Marcial Pons Historia, 2001, 358 p. (ISBN 978-84-95379-31-3 et 8495379317, lire en ligne)
- Jean-Marie Cauchies, « Jeanne d’Aragon-Castille († 1555), ou la quête d'un pouvoir introuvable », dans Eric Bousmar, Jonathan Dumont, Alain Marchandisse et Bertrand Schnerb (dir.), Femmes de pouvoir, femmes politiques durant les derniers siècles du Moyen Âge et au cours de la première Renaissance, Bruxelles, De Boeck, coll. « Bibliothèque du Moyen Âge » (no 28), 2012 (lire en ligne), p. 67-81.
- (es) Manuel Fernández Álvarez, Juana la Loca : La cautiva de Tordesillas, 2000, 336 p. (ISBN 978-84-670-3457-8 et 8467034572).
- (en) Gillian B. Fleming, Juana I. Legitimacy and Conflict in Sixteenth-Century Castile, Palgrave Macmillan, 2018 (ISBN 978-3-319-74346-2, DOI https://doi-org/10.1007/978-3-319-74347-9).
- (en) Anne-Marie Legaré, « Joanna of Castile’s Entry into Brussels: Viragos, Wise and Virtuous Women », dans Karen Green et Constant Mews, Virtue Ethics for Women 1250-1500, Dordrecht, Springer, 2011 (lire en ligne), p.  177-186.